# Horisme scotodes
Horisme scotodes là một loài bướm đêm trong họ Geometridae.